# Contusus brevicaudus
Contusus brevicaudus är en fiskart som beskrevs av Hardy 1981. Contusus brevicaudus ingår i släktet Contusus och familjen blåsfiskar. Inga underarter finns listade i Catalogue of Life.